# Stojković (Uroševac)
Stojkoviq en albanais et Stojković en serbe latin (en serbe cyrillique : Стојковић) est une localité du Kosovo située dans la commune/municipalité de Ferizaj/Uroševac, district de Ferizaj/Uroševac (Kosovo) ou district de Kosovo (Serbie).